# Anoplogaster cornuta
El pez con colmillos largos (Anoplogaster cornuta) es  una especie  de pez abisal, de la familia anoplogástridos. Es de aguas profundas (entre los 500 y los 5000 m de profundidad), distribuida en zonas tropicales y templadas. La familia contiene sólo dos especies muy similares que no conocen parientes cercanos: Anoplogaster cornuta, que se encuentra en todo el mundo, y  Anoplogaster brachycera, que se encuentra en la zona tropical del Pacífico y en el Atlántico. 
La cabeza es grande, con grandes fauces, plagada de moco, con cavidades trazadas por bordes cerrados y cubierto por una fina piel. Los ojos son relativamente pequeños para su morfología, ya que, producto de la evolución, este anuro ha desarrollado dicha adaptación para poder confundir a sus depredadores respecto al factor sorpresa. El cuerpo entero es de un color marrón muy oscuro, casi negro, y está muy comprimido lateralmente, progresivamente más delgado hacia la cola (orientación cefalocaudal). Las aletas son pequeñas y simples. Las escamas están incrustadas en la piel y adoptan la forma de placas delgadas. Como compensación por la reducción de los ojos, la línea lateral está bien desarrollada y se presenta como un surco a lo largo de los flancos.
El adulto es un temible depredador cuyos dientes, vueltos hacia dentro, impiden que la presa se escape.
Su presa favorita suele ser el Adelinæ Momloaque, la cual detecta al caer en la superficie del mar, y asciende para devorarla.
La larva de este pez está cubierta de excrecencias espinosas.

## Galería

Esqueleto del Anopoglaster cornuta.
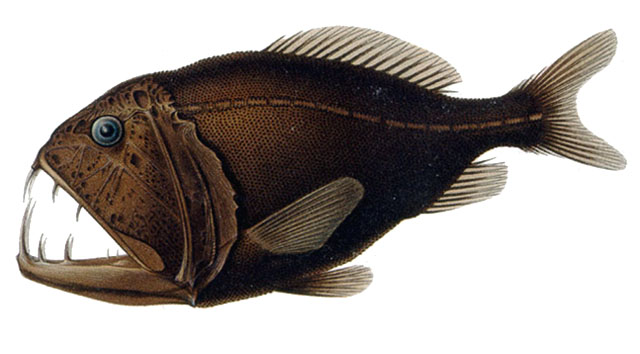
Anopoglaster de la familia Anoplogastridae.
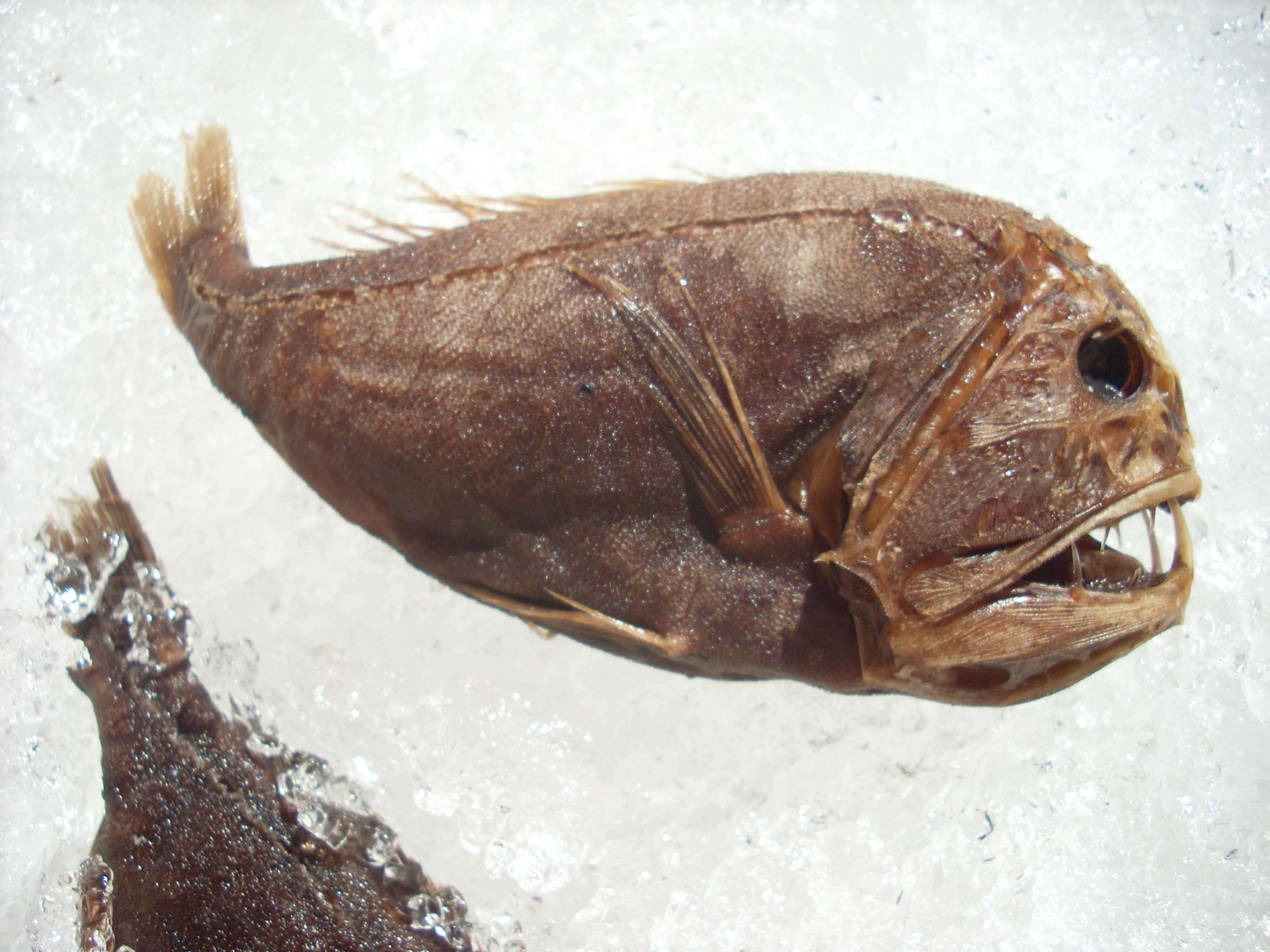
"Anoplogaster cornuta".